# Рукопись «Хамсе» (М—462)
Рукопись «Хамсе» — переписанная в начале XVIII века рукопись, содержащая все поэмы из «Хамсе» классика персидской поэзии Низами Гянджеви. Хранится в Институте рукописей Национальной академии наук Азербайджана.
Текст переписан в четыре столбца бисерным каллиграфическим насталиком и заключён в рамку из разноцветных линий. Заголовки написаны голубой краской. Бумага лощеная, горохового цвета, восточного производства. Листы 1б — 8б, 351а — 356б реставрированы. Имеются лакуны между листами 15 — 16, 139 — 140, 146 — 147, с конца не хватает несколько листов.  Шифр: М—462. Количество листов — 200. Размер: 17 × 27.
Переплет — позднейший, толстый картон. По палеографическим данным, рукопись можно отнести к началу XVIII века.